# Thryallis leucophaeus
Thryallis leucophaeus är en skalbaggsart som först beskrevs av White 1855.  Thryallis leucophaeus ingår i släktet Thryallis och familjen långhorningar.
Artens utbredningsområde är:
- El Salvador.
- Guatemala.
- Honduras.

Inga underarter finns listade i Catalogue of Life.